# Charltona albimixtalis
Charltona albimixtalis là một loài bướm đêm trong họ Crambidae.